# Sphaerodactylus oliveri
Sphaerodactylus oliveri este o specie de șopârle din genul Sphaerodactylus, familia Gekkonidae, descrisă de Grant 1944. Conform Catalogue of Life specia Sphaerodactylus oliveri nu are subspecii cunoscute.